# Omar Henry
Omar Henry (ur. 8 lutego 1987 w Chicago, zm. 1 lutego 2013 tamże) – amerykański bokser kategorii lekkośredniej.

## Kariera amatorska
Urodził się w południowej części Chicago. Uczęszczał do różnych szkół takich jak: Mayde Creek High School w Houston. Jako amator czterokrotnie zdobywał złote rękawice i dwukrotnie mistrzostwo Teksasu. W 2007 roku był półfinalistą prestiżowego turnieju Golden Gloves. Karierę amatorską zakończył z rekordem, 60 zwycięstw i 5 porażek.

## Kariera zawodowa
Jako zawodowiec zadebiutował 18 lipca 2008 roku, nokautując w pierwszej rundzie Terence'a Andersona. Do końca 2009 roku zwyciężał jeszcze sześciokrotnie, 5 walk kończąc przed czasem. 
12 marca 2010 roku zmierzył się z niepokonanym Francisco Rezą. Henry zwyciężył przez techniczny nokaut w pierwszej rundzie. 3 kwietnia zmierzył się z Orphiusem Waitem, którego znokautował w 2 rundzie. 26 czerwca zmierzył się z Hilario Lopezem. Henry całkowicie zdominował pojedynek, zwyciężając jednogłośnie na punkty i doprowadzając do dwukrotnego liczenia Lopeza.
3 grudnia 2011 roku zmierzył się z Kubańczykiem Lesterem Gonzalezem. Walka została przerwana przez sędziego, na skutek rozcięcia nad prawym okiem Gonzaleza, które uniemożliwiło mu dalszą walkę.
W 2012 roku stoczył tylko jedną walkę, deklasując w dziesięciorundowym pojedynku, Tyrone'a Seldersa. 16 listopada jego rywalem miał być Ishe Smith, ale niestety przed walką wykryto u Henry'ego 4 etap raka trzustki.

## Śmierć
Po kilkumiesięcznym leczeniu, Henry zmarł 1 lutego 2013 roku, mając zaledwie 25 lat. 